# Paul Bräcklein
Paul Bräcklein (* 26. September 1882 in Buchholz; † 6. September 1972) war ein deutscher Polizist und Mundartdichter des westlichen Erzgebirges.
Paul Bräcklein wurde 1919 Polizeibeamter in seiner Heimatstadt Buchholz und später zum Obermeister befördert. In seiner Freizeit verfasste er zahlreiche Gelegenheitsgedichte, darunter 1910 das Buchholzer Lied (heute als Buchholzer Nationallied bezeichnet) nach der Weise Wiener Wachtparade. Er bewohnte in Buchholz das Haus Bergstraße 29, an dem seit dem 11. Oktober 1997 eine Gedenktafel angebracht ist. 